# Der Einstein des Sex
Der Einstein des Sex – Leben und Werk des Dr. Magnus Hirschfeld je německý dramatický film z roku 1999, který režíroval Rosa von Praunheim. Film zachycuje život lékaře a sexuologa Magnuse Hirschfelda. Snímek měl světovou premiéru na Mezinárodním filmovém festivalu v São Paulu dne 27. října 1999.

## Děj
Magnus Hirschfeld vystudoval koncem 80. let 19. století medicínu. Magnus nesouhlasí s oficiální medicínou označující homosexualitu za patologickou a nepřirozenou. Rozhodne se věnovat sexuálnímu výzkumu a zakládá Vědecký humanitární výbor, aby podpořil zrušení paragrafu 175, který kriminalizoval sexuální styky mezi muži. Hirschfeldovo dílo ostře napadá Adolf Brand, redaktor prvního německého homosexuálního časopisu, který odmítá „ženské“ vzorce chování přijímané Hirschfeldem. Během první světové války pracuje Magnus jako polní lékař a poté s velkým úsilím zakládá v Berlíně Sexuologický ústav. Na přednášce v Mnichově se seznámí se studentem Karlem Giesem, který se později stane Hirschfeldovým spolupracovníkem a milencem. Na pozvání vlády SSSR Magnus cestuje do Moskvy a Leningradu. V roce 1931 následuje světové turné po Severní Americe, Asii a Orientu. Mezitím se v Německu dostávají k moci nacisté. Magnus zůstává francouzském exilu a v pařížském kině vidí ve filmovém týdeníku, jak jeho celoživotní dílo, sexuologický ústav, zničí zfanatizovaní studenti.

## Obsazení
| Kai Schumann           | Magnus Hirschfeld jako mladý   |
| Friedel von Wangenheim | Magnus Hirschfeld v dospělosti |
| Ben Becker             | Adolf Brand                    |
| Wolfgang Völz          | policejní prezident            |
| Otto Sander            | professor Eugen Steinach       |
| Meret Becker           | dělnice                        |
| Monika Hansen          | hraběnka                       |
| Tima die Göttliche     | Dorchen                        |
| Gerd Lukas Storzer     | Hermann von Teschenberg        |
| Olaf Drauschke         | Karl Giese                     |
| Peter Ehrlich          | Richard                        |
| Henning von Berg       | student, voják                 |
| Angelika Mann          | zpěvačka                       |
| Gerry Wolff            | strýc Magnuse Hirschfelda      |
| Christa Pasemann       | tetička Gesche                 |

## Ocenění
- Nominace na Zlatého leoparda